# H Dolok Latong
H Dolok Latong is een bestuurslaag in het regentschap Padang Lawas van de provincie Noord-Sumatra, Indonesië. H Dolok Latong telt 545 inwoners (volkstelling 2010).